# Михаљ Корхут
Михаљ Корхут (мађ. Korhut Mihály; Мишколц, 1. децембар 1988) је био мађарски фудбалер, репрезентативац, играо је на позицији одбрамбеног играча. Троструки шампион Мађарске, три пута је освојио Куп Мађарске, једном Лига куп и једном Суперкуп. Двоструки шампион Израела. Од клубова највише је играо за Дебрецен

## Каријера

### Клуб
Корхут је рођен у Дебрецину. Дебитовао је за Дебрецени ВШК , 26. новембра 2006. у поразу од 6 : 1 на домаћем терену против ФК Шопрон. Освојио је Куп Мађарске са Дебрецином 1. маја 2012, победивши МТК Будимпешту у пеналима у сезони 2011/12, што је био пети трофеј Купа Мађарске за клуб. Такође, 12. маја 2012, освојио је титулу Лиге Мађарске са Дебрецином, победивши Печуј са 4 : 0 на стадиону Олах Габор ут, што је клубу донело шесту титулу мађарске лиге.
Корхут је 29. августа 2016. потписао трогодишњи уговор са израелским клубом Хапоел Беер Шева за трансфер од 500.000 евра.
Потписао је уговор са Арисом из Солуна који игра у грчкој Суперлиги на слободном трансферу 12. јануара 2019. Затим, 5. маја 2019, у последњем мечу сезоне 2018/19, Корхут је постигао свој први гол за клуб у великој победи на домаћем терену против Ксантија са 7 : 2.
На дан 6. јуна 2020. године, са Арисом је остварио победу на домаћем терену резултатом 3 : 1 против ОФИ-ја у плеј-офу Суперлиге за сезону 2019/20, након принудне паузе од 80 дана услед Ковида-19.
Дана 22. јула 2020. потписан је уговор са Дебрецином ВШК без накнаде.
Корхут се прикључио Дебрецени ЕАК 20. јула 2022. године.

### Репрезентација
Корхут је играо за репрезентацију Мађарске на Европском првенству 2016.
Корхут је играо у последњој утакмици групе у ремију 3 : 3 против Португалије на Олимпијском парку Лион, Лион, 22. јуна 2016. године.

## Достигнућа
Дебрецин
- Прва лига Мађарске у фудбалу: 
  - шампион: 2009/10, 2011/12, 2013/14
- Куп Мађарске у фудбалу: 
  - победник: 2009/10, 2011/12, 2012/13
- Лига куп Мађарске у фудбалу: 
  - победник: 2009/10
- Суперкуп Мађарске у фудбалу: 
  - победник: 2010

Хапоел
- Премијер лига Израела у фудбалу: 
  - шампион: 2016/17, 2017/18[11]